# 604년

## 연호
- 수(隋) 인수(仁壽) 4년
- 신라(新羅) 건복(建福) 21년

## 기년
- 수(隋) 문제(文帝) 24년
- 신라(新羅) 진평왕(眞平王) 26년
- 고구려(高句麗) 영양왕(嬰陽王) 15년
- 백제(百濟) 무왕(武王) 5년

## 사건
- 9월 13일 - 교황 사비니아노, 65대 로마 교황으로 취임.
- 태자 양광이 부황 수 문제 양견을 시해하다.

## 사망
- 3월 12일 - 교황 그레고리오 1세, 64대 로마 교황.
- 수의 초대 황제 수 문제 양견